# Kraftwerk Peenemünde
Das Kraftwerk Peenemünde ist ein stillgelegtes Kohlekraftwerk in Peenemünde auf der Insel Usedom in Mecklenburg-Vorpommern. Es wurde Anfang der 1940er Jahre zur Energieversorgung der Heeresversuchsanstalt Peenemünde errichtet und war bis 1990 in Betrieb. Das als Baudenkmal ausgewiesene Kraftwerk ist mit seinen Förderanlagen fast vollständig erhalten und das größte Industriedenkmal in Mecklenburg-Vorpommern. Die Anlage wird heute vom Historisch-Technischen Museum Peenemünde genutzt. In der ehemaligen Turbinenhalle werden Sonderausstellungen gezeigt und Konzerte veranstaltet.

## Geschichte und Beschreibung

### Kraftwerk

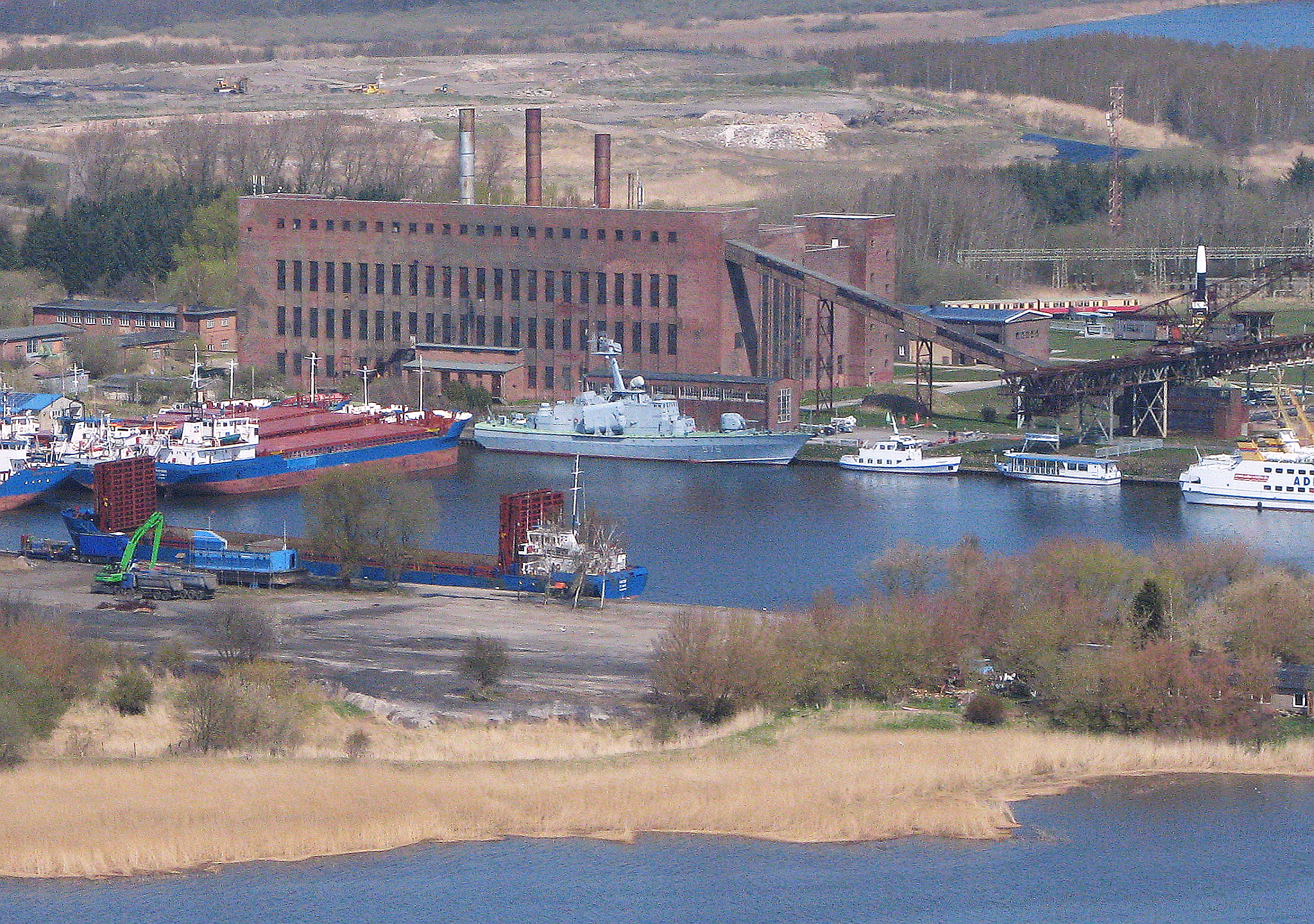
Luftbild Kraftwerk Peenemünde mit Kranbahn und Fördereinrichtung am Haupthafen

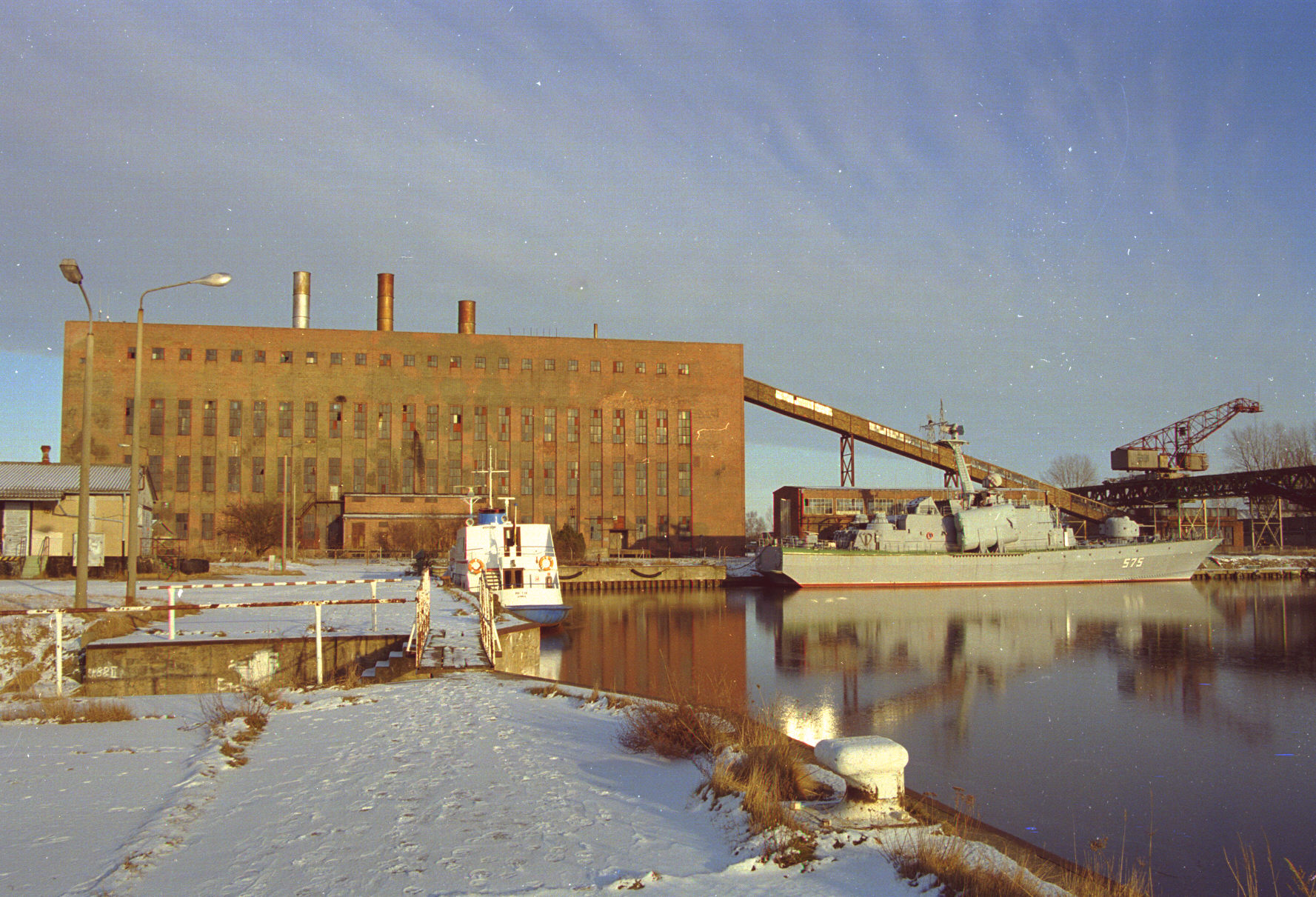
Ansicht vom Hafen

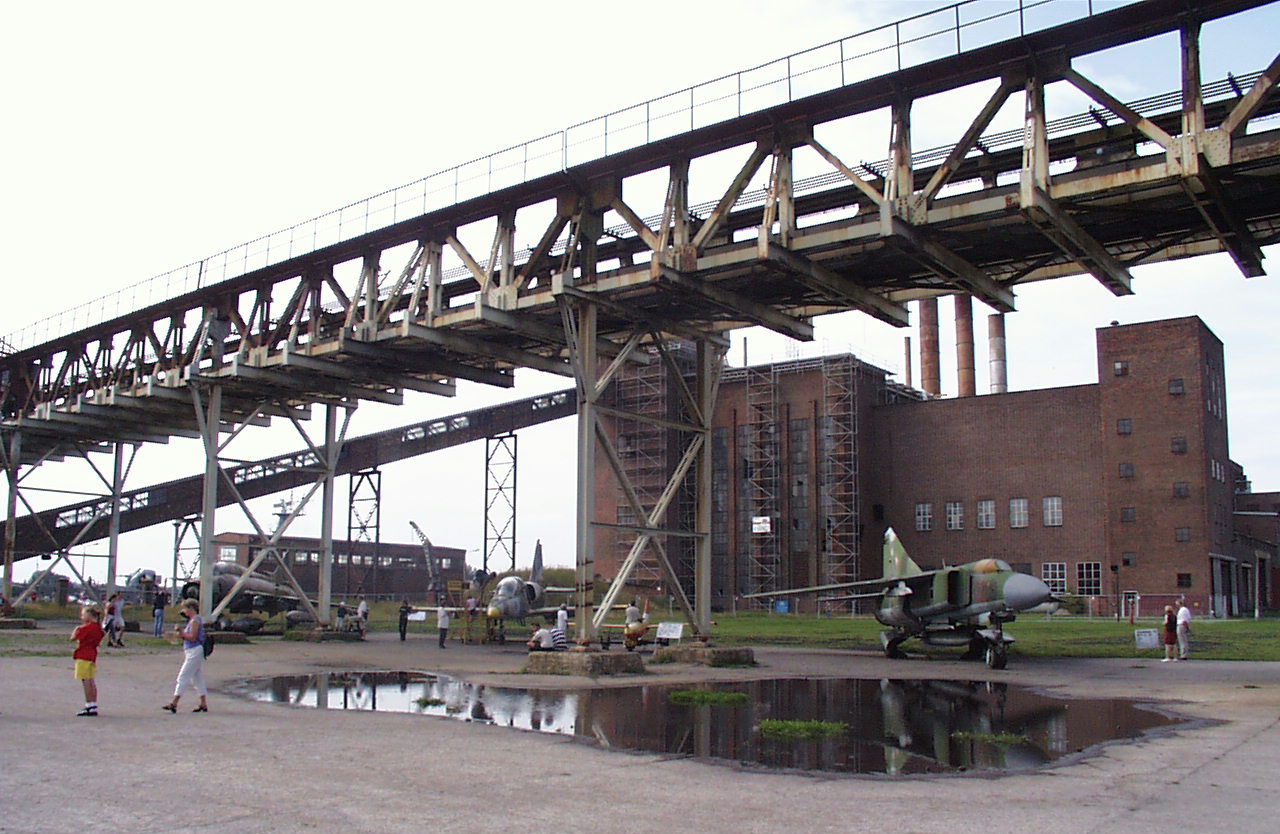
Kranbahn und Schrägaufzug der Bekohlungsanlage

Das Peenemünder Kraftwerk wurde unter der Projektbezeichnung „KWP 327“ im Auftrag der Heeresverwaltung von der Abteilung Kraftwerksbau der Siemens-Schuckert AG, die die gesamte technische Ausrüstung lieferte, in der Nähe des zuvor ausgebauten Peenemünder Haupthafens errichtet. Offizieller Baubeginn war der 6. Dezember 1939, praktisch begannen die Arbeiten aber erst nach dem Ende der Frostperiode im Frühjahr 1940. Ursprünglich waren zwei identische Kraftwerke mit einer Gesamtleistung von jeweils 55 Megawatt geplant, von denen aber nur das eine ausgeführt wurde. Durch die Nähe zum Peenestrom konnte eine effiziente Kohlezufuhr direkt von den im Hafen liegenden Schiffen erreicht werden. Zur Bekohlungsanlage gehört eine als genietete Stahlkonstruktion von MAN errichtete 200 m lange Kranbahn unterhalb der sich das Brecherhaus zur Zerkleinerung der Kohle befand. Vom Brecherhaus wurde die Kohle mit Förderbändern in einem Schrägaufzug zu den Kohlebunkern befördert.
Das Kraftwerksgebäude ist ein typischer Industriebau der Architektur im Nationalsozialismus. Proportionierung und Durchformung lassen auf Hans Hertlein als Architekten oder auf einen Entwerfer schließen, der sich an den Bauten Hertleins für Siemens in Berlin orientierte. Das Gebäude wurde auf unregelmäßigem Grundriss auf Stahlbetonpfählen als dreieinhalbgeschossiger Stahlbetonskelettbau errichtet und anschließend verklinkert. Der südliche Teil ist in Höhe und Flucht abgetreppt. Die Fassaden des Maschinenhauses sind durch Lisenen und Fensterbänder gegliedert. An der Südostecke befindet sich ein turmartiger Anbau. An der Nordostecke wurde im rechten Winkel ein Flügel angefügt, der ein monumentales Treppenhaus beherbergt. Das Kraftwerk war seit 1940 an die Bahnstrecke Zinnowitz–Peenemünde angeschlossen.
Im Kesselhaus befanden sich vier Babcock-Dampfkessel mit Wanderrostfeuerung. Zu jedem Kessel gehörte ein Kohlebunker für 200 Tonnen Steinkohle. Die Dampfturbinen im Maschinenhaus hatten eine Gesamtleistung von 30 Megawatt. In einem Siebhaus wurde das Kühl- und Brauchwasser gereinigt, das dem Hafenbecken entnommen wurde. Das erwärmte Kühlwasser wurde in den Hafen zurückgeleitet, wodurch die Hafeneinfahrt im Winter eisfrei gehalten werden konnte. Ein großer Teil der Abwärme wurde zum Betrieb eines Fernwärmesystems für das Versuchsserienwerk Peenemünde genutzt, das sich bis zur Wohnsiedlung Peenemünde II (heute Karlshagen) erstreckte.
In einem Anbau, dem Schalthaus, waren die Schaltanlagen und der Kabelboden sowie die Büros der Betriebsleitung untergebracht. Die eigentliche Schaltwarte befand sich räumlich getrennt vom Kraftwerk in einem bunkerartigen Gebäude, das der Belegschaft im Falle eines Luftangriffes Schutz bot. Hier wurden die elektrischen Eigenbedarfsanlagen, das 15-kV-Kabelnetz, das Seekabel Kröslin, die Fernsteuerungsanlage und die Telefonzentrale des Kraftwerkes installiert.
Am 1. Juni 1942 erfolgte die Inbetriebnahme der 15 kV-Anlage in der Schaltwarte. Der offizielle Probebetrieb begann Anfang August nach der offiziellen Übergabe am 15. Juli 1942. Der Beginn des regulären Kraftwerksbetriebes erfolgte im November 1942. Von der produzierten elektrischen Leistung des Kraftwerks, die mit 30 bis 33 MW angegeben wird, gingen rund 22 MW an das Sauerstoffwerk, in dem mit großem technischen Aufwand Flüssigsauerstoff für den Antrieb der in Peenemünde entwickelten und erprobten A4-Raketen produziert wurde.
Nach der Besetzung Peenemündes durch die Rote Armee wurde das Kraftwerk weiter betrieben. Die Belegschaft unter dem Betriebsleiter Walter Petzold hatte sich gegen die vom letzten Peenemünder Militärkommandanten befohlene Sprengung entschieden, für die bereits Sprengladungen vorbereitet waren. Bis August 1945 wurde ein kompletter Maschinensatz mit Kesselanlage sowie Hoch- und Niederspannungsschaltanlage ausgebaut und als Reparation abtransportiert. Die mit den sowjetischen Behörden vereinbarte 50-prozentige Demontage wurde von sowjetischer Seite nicht eingehalten. Im Oktober 1945 musste der Betriebsingenieur Walter Petzold vor weiteren Demontagen warnen, da sonst der Betrieb der Anlage, die außer den auf Usedom stationierten sowjetischen Truppen auch die Stadt Wolgast mit Elektrizität versorgte, nicht möglich gewesen wäre. Anfang der 1950er Jahre erfolgte eine Instandsetzung und Erweiterung. An den nördlichen Flügel wurde ein weiterer östlicher Flügel als giebelständiger zweigeschossiger Backsteinbau angefügt. Bis Ende März 1990 lieferte das Kraftwerk Peenemünde Strom in das Verbundnetz der DDR (Abschalten der Energieerzeugung am 1. April 1990) und produzierte danach bis 1991 Wärme für den Marinestandort Peenemünde.

### Museum und Veranstaltungsstätte
Nach der endgültigen Stilllegung wurde mit Unterstützung der Gemeinde im Kraftwerk eine Ausstellung zur Geschichte des Ortes eingerichtet, die den Grundstein für das Historisch-Technische Informationszentrum Peenemünde (HTI) bildete, aus dem das heutige Historisch-Technische Museum Peenemünde (HTM) erwuchs. Seit 2010 beteiligt sich das Land Mecklenburg-Vorpommern. Zwischen Dezember 2010 und Januar 2012 wurden umfangreiche Sicherungs-, Konservierungs- und Instandsetzungsarbeiten an den Gebäuden und technischen Anlagen durchgeführt, die mit 3 Millionen Euro aus dem Konjunkturpaket II der Bundesregierung finanziert wurden. Am 27. April 2012 wurde auf einer Fläche von 1000 m2 die Dauerausstellung „Das Kraftwerk - Gebaut für die Ewigkeit… ?“ eröffnet. Das Restaurierungsprojekt wurde 2013 mit dem Europa-Nostra-Preis in der Kategorie I – Restaurierung / Konservierung ausgezeichnet.
Seit 2002 steht die Turbinenhalle als Ausstellungs- und Veranstaltungsort zur Verfügung. Mehrfach fanden dort Eröffnungs- oder Abschlusskonzerte des Usedomer Musikfestivals statt. Zu den Gastdirigenten gehörten Mstislaw Rostropowitsch, Krzysztof Penderecki, Christoph von Dohnányi, Esa-Pekka Salonen, Alan Gilbert, Andris Nelsons, Christoph Eschenbach, Neeme, Paavo und Kristjan Järvi sowie Kurt Masur.

## Bilder

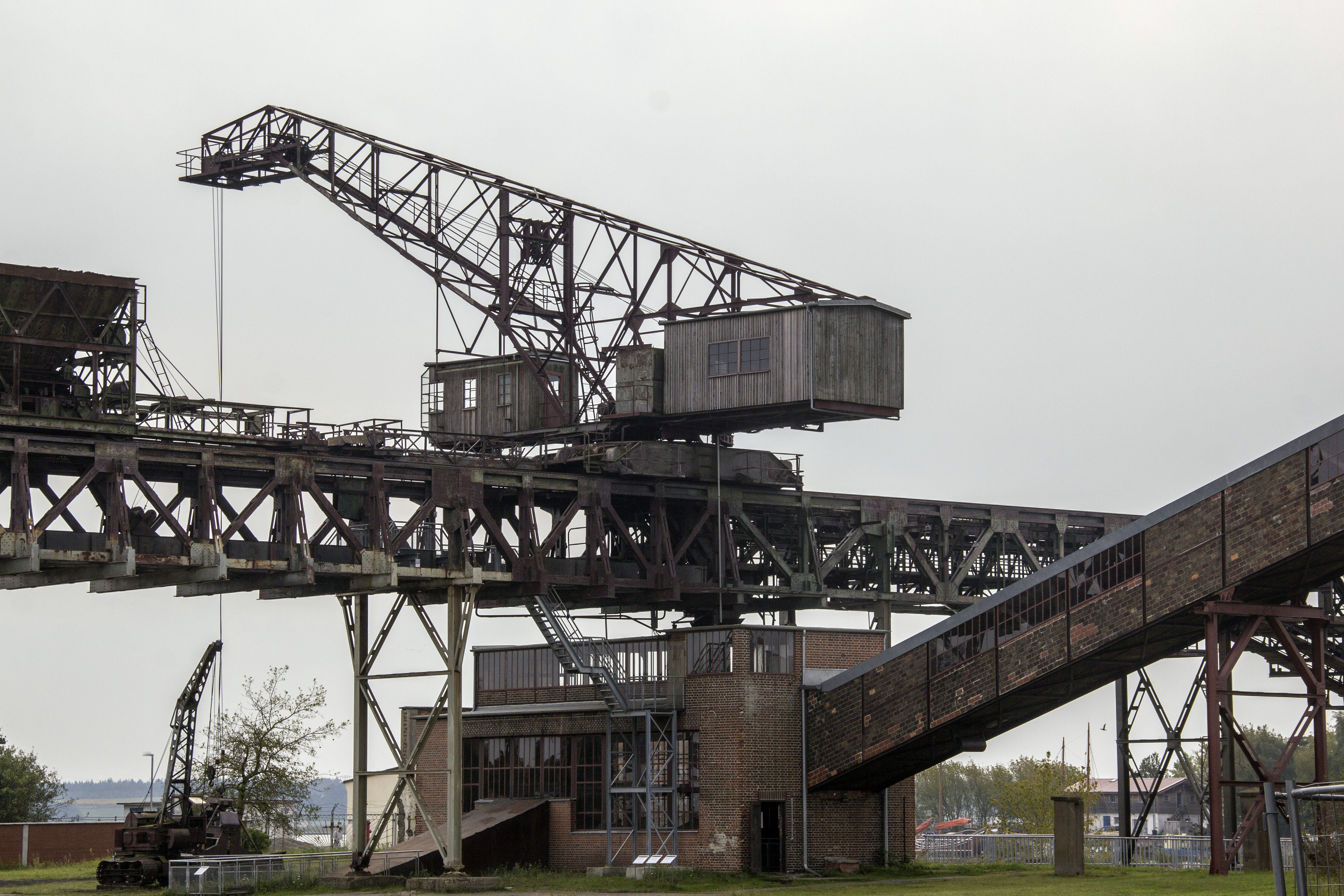
Kohleförderband mit Kran
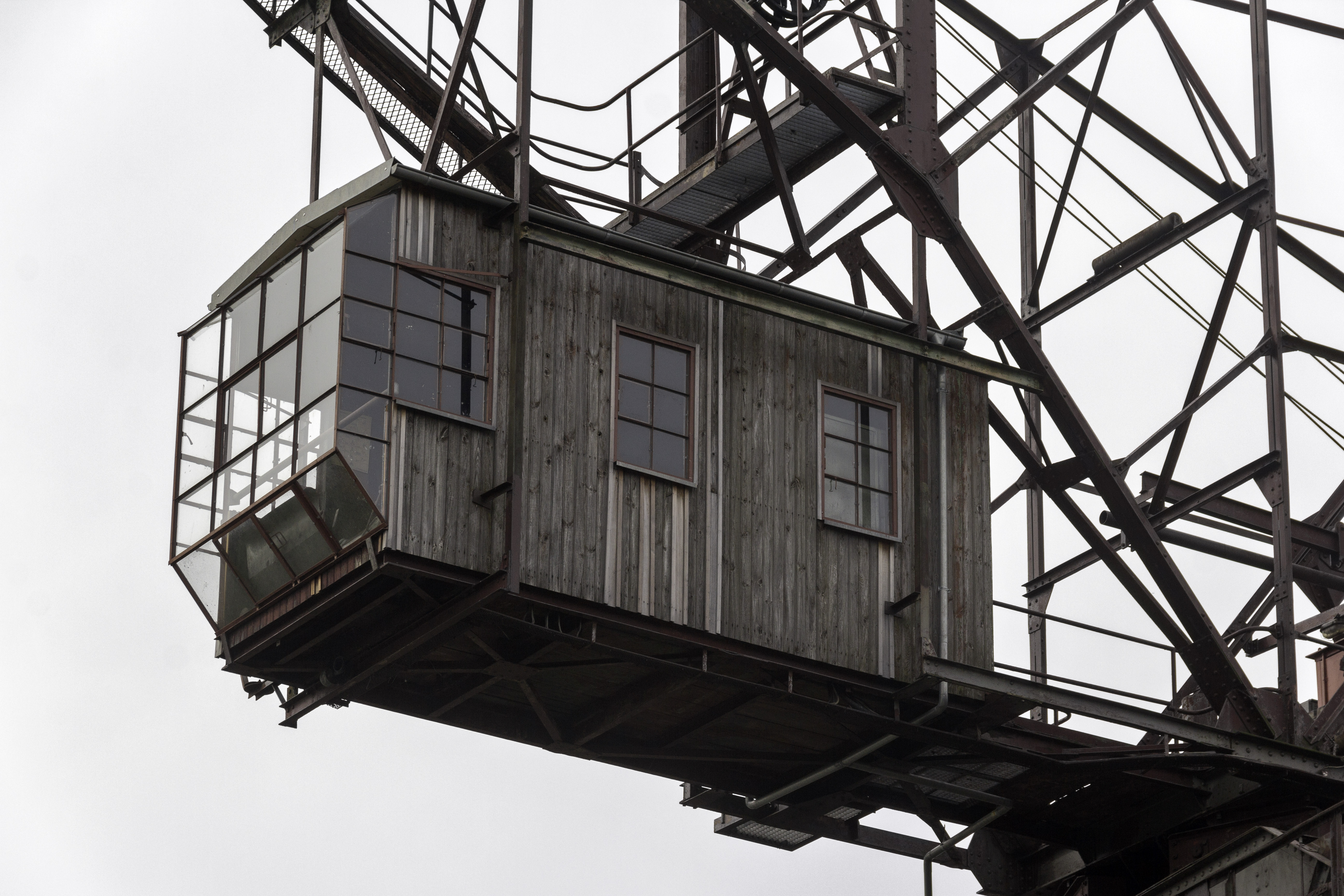
Kranführerhaus
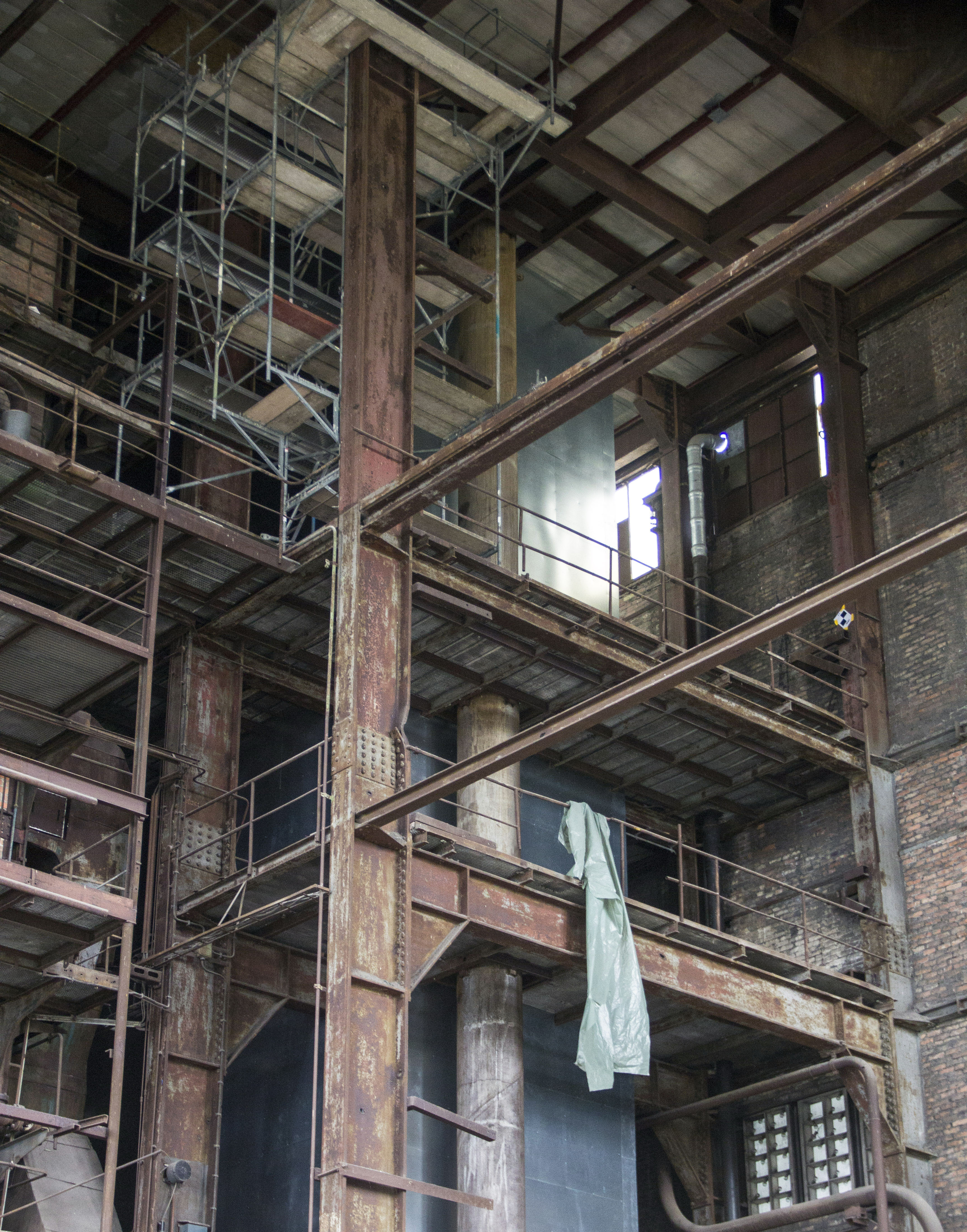
Kraftwerkhaus Innenansicht
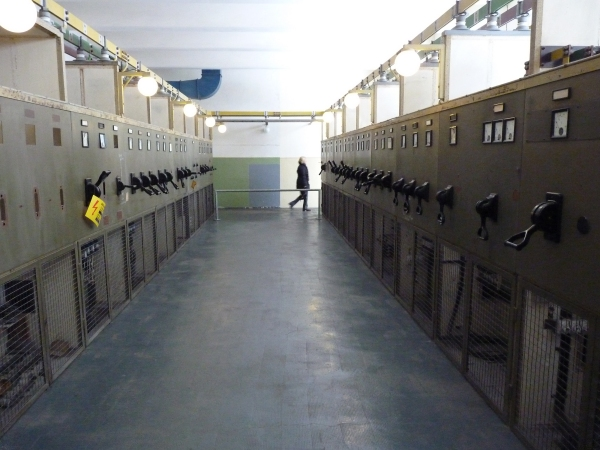
Schaltanlage
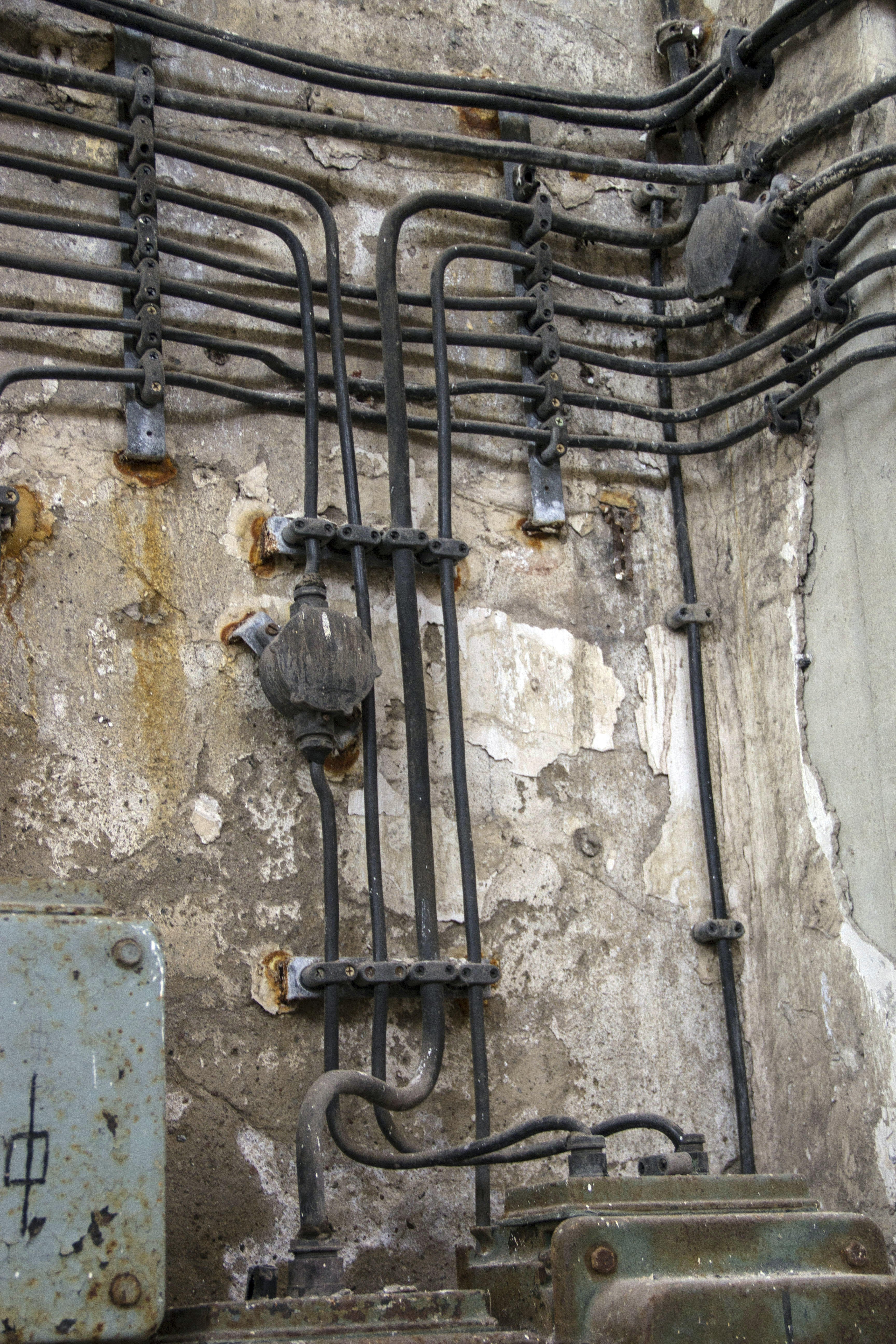
Elektroinstallation
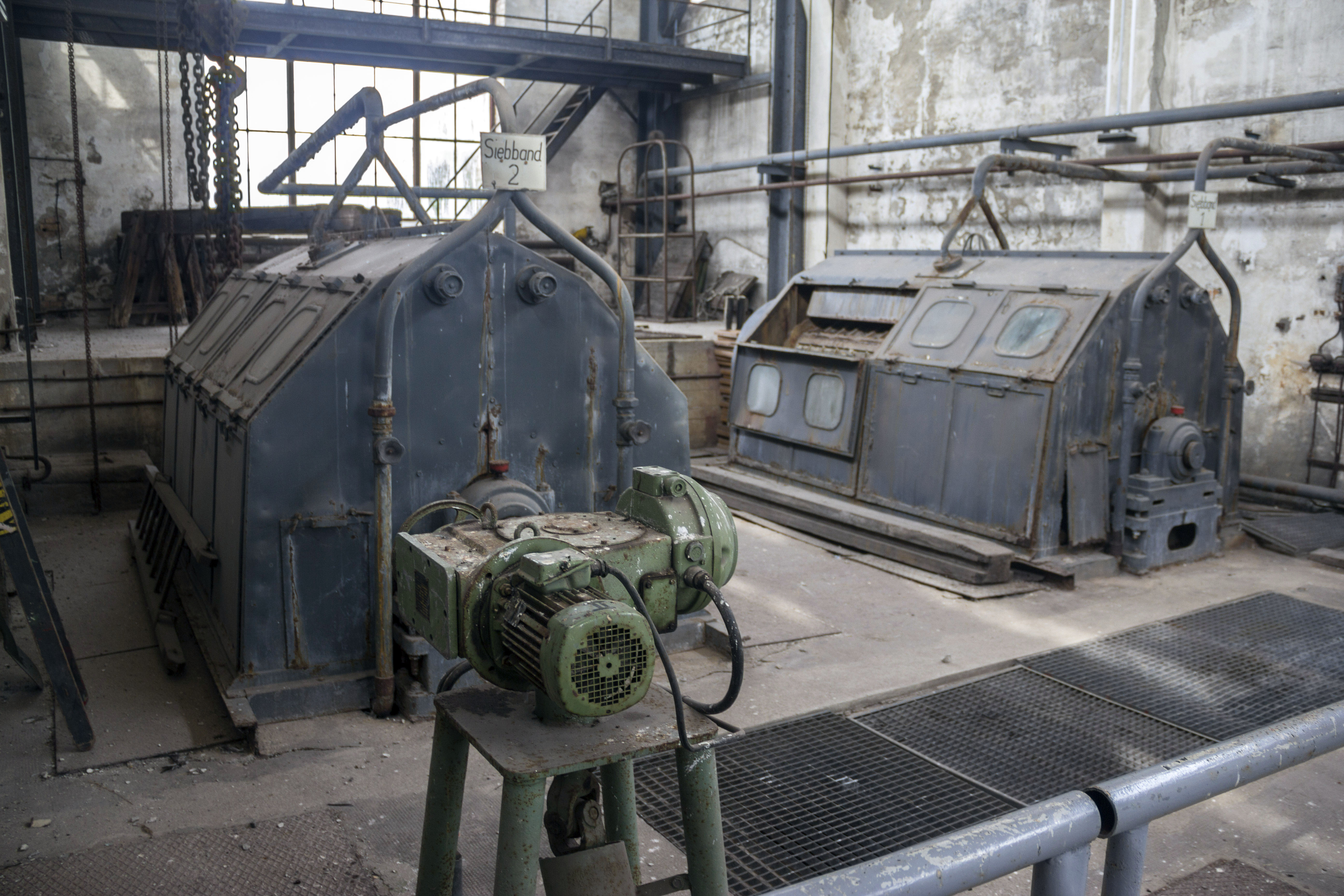
Pumpenhaus
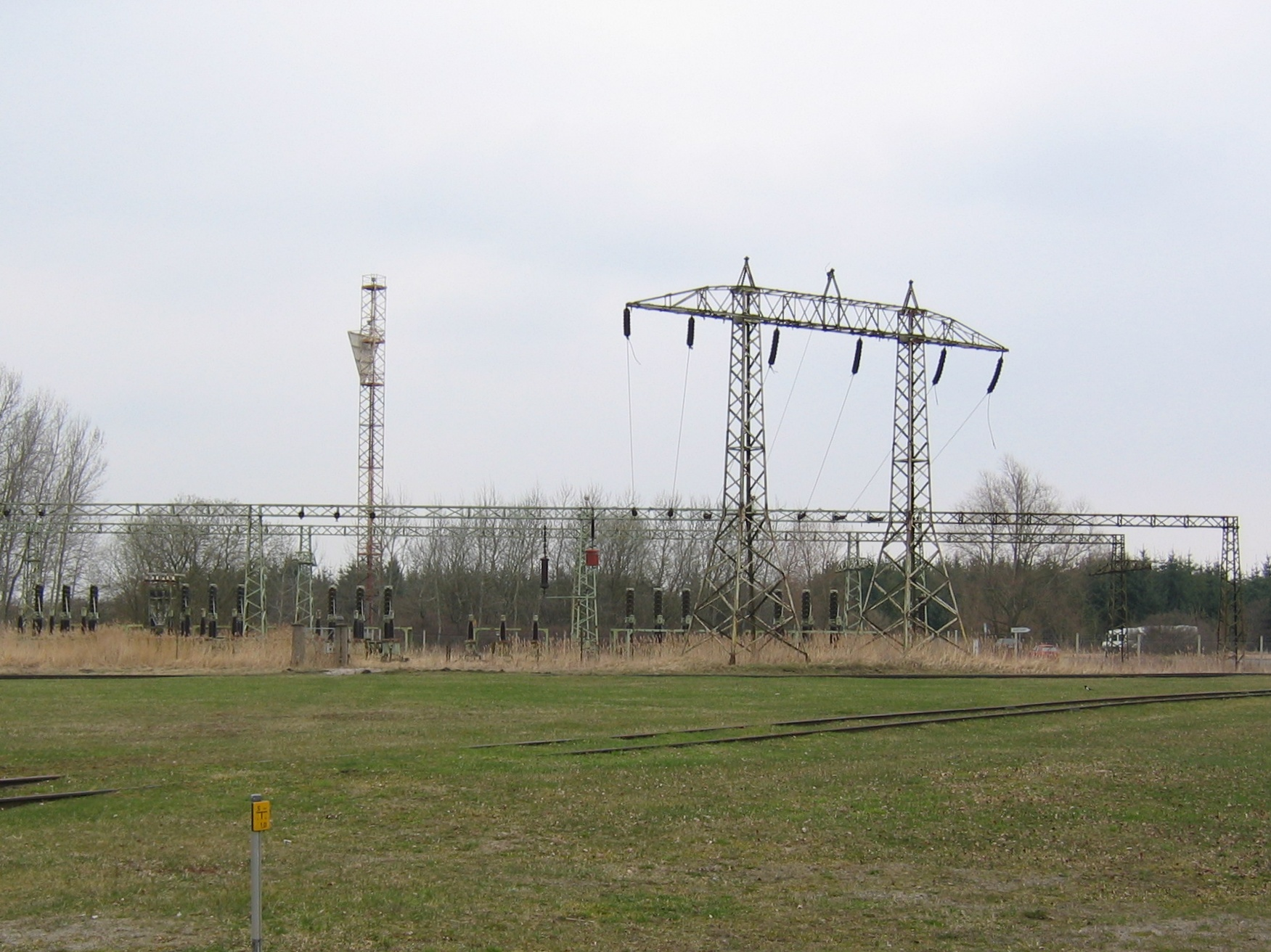
110-kV-Umspannwerk